# Saison 2020 de l'équipe cycliste continentale Groupama-FDJ
La saison 2020 de l'équipe cycliste continentale Groupama-FDJ est la deuxième de cette équipe. C'est l'équipe « réserve » de l'équipe World Tour : Groupama-FDJ.

## Effectif actuel
| Coureur           | Date de Naissance         | Équipe en 2019             | Contrat | Victoires |
| ----------------- | ------------------------- | -------------------------- | ------- | --------- |
| Lewis Askey       | 4 mai 2001 (19 ans)       | Bäckstedt Bike Performance | 2021    | 0         |
| Alexandre Balmer  | 4 mai 2000 (20 ans)       | SCOTT Development Team MTB | 2021    | 1         |
| Clément Davy      | 17 juillet 1998 (21 ans)  | Groupama-FDJ Conti.        | 2020    | 0         |
| Yakob Debesay     | 28 juin 1999 (20 ans)     | Érythrée Espoirs           | 2020    | 0         |
| Žiga Jerman       | 26 juin 1998 (21 ans)     | Groupama-FDJ Conti.        | 2020    | 0         |
| Morgan Kneisky    | 31 août 1987 (32 ans)     | Groupama-FDJ Conti.        | 2020    | 0         |
| Sylvain Moniquet  | 14 janvier 1998 (21 ans)  | Wallonie-Bruxelles Devo.   | 2020    | 0         |
| Théo Nonnez       | 30 novembre 1999 (21 ans) | Groupama-FDJ Conti.        | 2021    | 0         |
| Hugo Page         | 24 juillet 2001 (19 ans)  | ES Auneau Cyclisme Junior  | 2021    | 0         |
| Paul Penhoët      | 28 décembre 2001 (19 ans) | CSM Clamart Junior         | 2021    | 0         |
| Mattia Petrucci   | 14 avril 2000 (20 ans)    | Groupama-FDJ Conti.        | 2020    | 0         |
| Lars van den Berg | 7 juillet 1998 (22 ans)   | Metec-Solarwatt-Mantel     | 2020    | 0         |

## Champions nationaux, continentaux et mondiaux
| Date       | Course                                        | Maillot | Coureurs         | Pays   | Lieu |
| ---------- | --------------------------------------------- | ------- | ---------------- | ------ | ---- |
| 12 juillet | Championnat de Suisse de contre-la-montre U23 |         | Alexandre Balmer | Suisse | Belp |